# Schiebeschwanz-Fledermäuse
Die Schiebeschwanz-Fledermäuse (Coleura) sind eine Gattung von Fledermäusen in der Familie Glattnasen-Freischwänze mit drei Arten.
Mammal Species of the World (2005) und Weltnaturschutzunion (IUCN) unterscheiden folgende Arten:
- Die Afrikanische Schiebeschwanz-Fledermaus (Coleura afra) kommt mit mehreren voneinander getrennten Populationen in Afrika vor. Laut älteren Quellen erreicht sie die Arabische Halbinsel.[3]
- Die Seychellen-Schiebeschwanz-Fledermaus (Coleura seychellensis) ist auf den Seychellen endemisch.

2012 wurde die neue Art Coleura kibomalandy von Madagaskar beschrieben, die ursprünglich als Synonym von Coleura afra galt.

## Beschreibung
Die Schiebeschwanz-Fledermäuse erreichen eine Kopf-Rumpf-Länge von 55 bis 65 mm und eine Schwanzlänge von 12 bis 20 mm. Sie wiegen etwa 10 g. Das Fell hat allgemein eine braune Farbe mit rötlichen und grauen Schattierungen. Die Coleura-Arten werden zusammen mit den Gattungen Emballonura und Mosia in der Tribus Emballonurini gelistet. Genau wie bei diesen fehlen die Drüsen auf der Oberseite der Flugmembran. Abweichend ist bei Coleura nur ein oberer Schneidezahn pro Kieferhälfte vorhanden.

## Lebensweise
Diese Tiere ruhen in Höhlen, Felsspalten und Gebäuden. Dort bilden sie kleine Gruppen bis sehr große Kolonien, die gelegentlich bis zu 50.000 Exemplare beinhalten. Im Gegensatz zu vielen anderen Fledermäusen ruhen sie selten kopfüber hängend. Sie liegen eher auf dem Gestein, manchmal mit dem Oberkörper abwärts gerichtet. In größeren Höhlen kommen gemischte Kolonien mit anderen Fledermäusen vor. Die Coleura-Arten jagen hauptsächlich Insekten. Bei Coleura afra wird angenommen, dass ein Männchen mit mehreren Weibchen eine Haremsgruppe bildet. Pro Wurf wird ein Junges geboren, meist in Regenzeiten.

## Status, Bedrohung und Schutz
Eine potenzielle Gefahr für die Afrikanische Schiebeschwanz-Fledermaus ist die Störung durch Menschen an den Ruheplätzen. Da die Art weit verbreitet ist, wird sie von der IUCN als „nicht gefährdet“ (Least Concern) gelistet. Die Bestände der Seychellen-Schwiebeschwanz-Fledermaus sind im späten 19. Jahrhundert und frühen 20. Jahrhundert rapide gesunken. Als Ursache werden umfassende Waldrodungen auf den Inseln vermutet. Viele Exemplare fielen eingeführten Fressfeinden, wie Schleiereule (Tyto alba) und Hauskatze zum Opfer. Die Art gilt als „vom Aussterben bedroht“ (Critically Endangered).